# Минаев, Валерий Викторович
Валерий Викторович Минаев (род. 27 марта 1974) — российский хоккеист, нападающий.

## Биография
Воспитанник пензенского хоккея. Выступал за команды «Дизелист» / «Дизель» Пенза (1991/92 — 1993/94, 1997/98 — 1999/2000), «Строитель» Караганда и «Булат» Темиртау (1994/95), «Кристалл» Саратов (1995/96 — 1996/97, 1999/2000), «Дизель-2» (1997/98 — 1998/99, 2002/03), «Ривьера» Москва (2000/01), «Русич-Эксима» Владимир (2001/02), «Олимпия-2» Кирово-Чепецк (2002/03), «Тамбов» (2003/04 — 2004/05).